# ヴァルトカペル
ヴァルトカペル (ドイツ語: Waldkappel) は、ドイツ連邦共和国ヘッセン州ヴェラ＝マイスナー郡に属す小都市である。

## 地理

### 位置
ヴァルトカペルはヴェラ＝マイスナー郡の、ヘッシシュ・リヒテナウ（東）とエシュヴェーゲ（西）との間に位置する。この街は北のマイスナー＝カウフンゲンの森自然公園と南のシュテルツィンガー山地との間にある北ヘッセン山地内の、シェンマーバッハ川がヴェーレ川に注ぐ河口付近に位置している。
ヴァルトカペルは、ドイツの東端と西端を結んだ線と、北端と南端を結んだ線との交点にあたる。

### 隣接する市町村
- 北: マイスナー
- 東: ヴェーレタール
- 南: ゾントラ（以上、いずれもヴェラ＝マイスナー郡）
- 南西: コルンベルク
- 南西: ローテンブルク・アン・デア・フルダ（ともにヘルスフェルト＝ローテンブルク郡）
- 西: シュパンゲンベルク（シュヴァルム＝エーダー郡）
- 北西: ヘッシシュ・リヒテナウ（ヴェラ＝マイスナー郡）

### 市の構成
自治体としてのヴァルトカペルは、中核市区ヴァルトカペルの他、以下の市区からなる。
| - ビシュハウゼン - ブルクホーフェン - エルトマンゼー - フリーメン - ゲーハウ - ハルムートザクセン - ハッセルバッハ | - ヘッツェローデ - キルヒホスバッハ - メッケルスドルフ - レヒテバッハ - ローデバッハ - シェンメルン - シュトルツハウゼン |

## 歴史

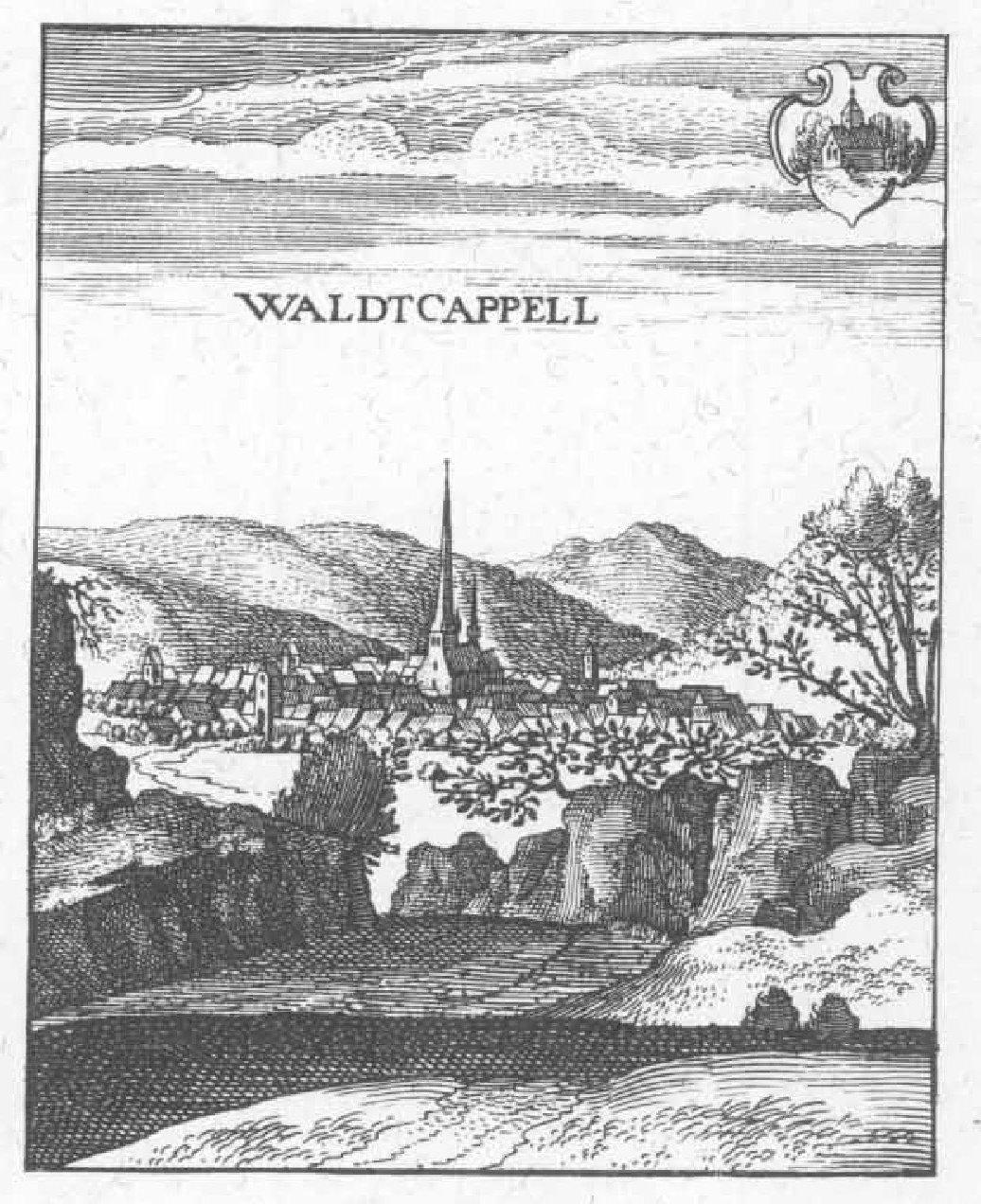
マテウス・メーリアンの銅版画に描かれた1655年頃のヴァルトカペル

ヴァルトカペルは1226年に初めて記録され、1414年に都市権を授けられた。この都市は、ヴェッテラウからテューリンゲンに至る通商路とライプツィヒに至るもう一本の通商路に面していたことから、中世後期に経済的隆盛を遂げた。かつてのこの街の裕福さを、町の中央に建つ後期ゴシック様式の教会が示している。三十年戦争はヴァルトカペルの富を急速に奪い取った。そしてこの街がかつての重要な地位を取り戻すことはなかった。
ヘッセン州の地域改革に伴って、旧エシュヴェーゲ郡のヴァルトカペル、ビシュハウゼン、ブルクホーフェン、フリーメン、ゲーハウ、キルヒホスバッハ、メッケルスドルフ、レヒテバッハ、ローデバッハ、シェンメルンは合併した。これに旧ヴィッツェンハウゼン郡からハルムートザクセンとハッセルバッハとが、旧メルズンゲン郡からシュトルツハウゼンが加わった。さらに1974年にエルトマンゼーとヘッツェローデが加わり、現在の自治体ヴァルトカペルが形成された。

## 行政

### 市議会
ヴァルトカペルの市議会は 23 議席からなる。

### 姉妹都市
- Carhaix-Plouguer（フランス、フィニステール県）
- ラインヴァウデ（オランダ、南ホラント州）

## 経済と社会資本

### 交通
バルトカペルを連邦道 B7号線が通っている。アウトバーン A44号線が建設中である。

## 引用
1. ↑  Hessisches Statistisches Landesamt: Bevölkerung in Hessen am 31.12.2023 (Landkreise, kreisfreie Städte und Gemeinden, Einwohnerzahlen auf Grundlage des Zensus 2011)]
2. ↑  2011年の市議会議員選挙結果